# Jindřiška Chotková
Jindřiška hraběnka Chotková, provdaná Nosticová (Marie Henrietta Leopoldina hraběnka Chotková z Chotkova a Vojnína, provdaná z Nostic-Rienecku, německy Marie Henriette Leopoldina Gräfin Chotek von Chotkowa und Wognin, Gräfin von Nostitz-Rieneck, 9. července 1880 Kostelec nad Orlicí – 19. března 1964 Guttenberg, Rakousko) byla česká šlechtična z rodu Chotků, nejmladší sestra vévodkyně Žofie z Hohenbergu a švagrová následníka trůnu, arcivévody Františka Ferdinanda. Původně byla dámou Tereziánského ústavu šlechtičen v Praze, po sarajevském atentátu byla císařem Františkem Josefem pověřena výchovou osiřelých dětí následníka trůnu, s nimiž pak pobývala na Konopišti. Později se ve zralém věku provdala do rodu Nosticů a žila v západních Čechách. Po roce 1945 odešla z Československa a zbytek života strávila ve Štýrsku. 

## Životopis

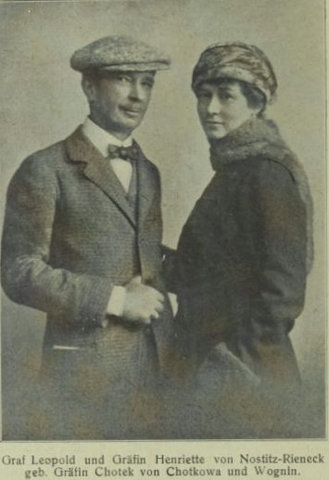
Jindřiška s manželem Leopoldem Nosticem

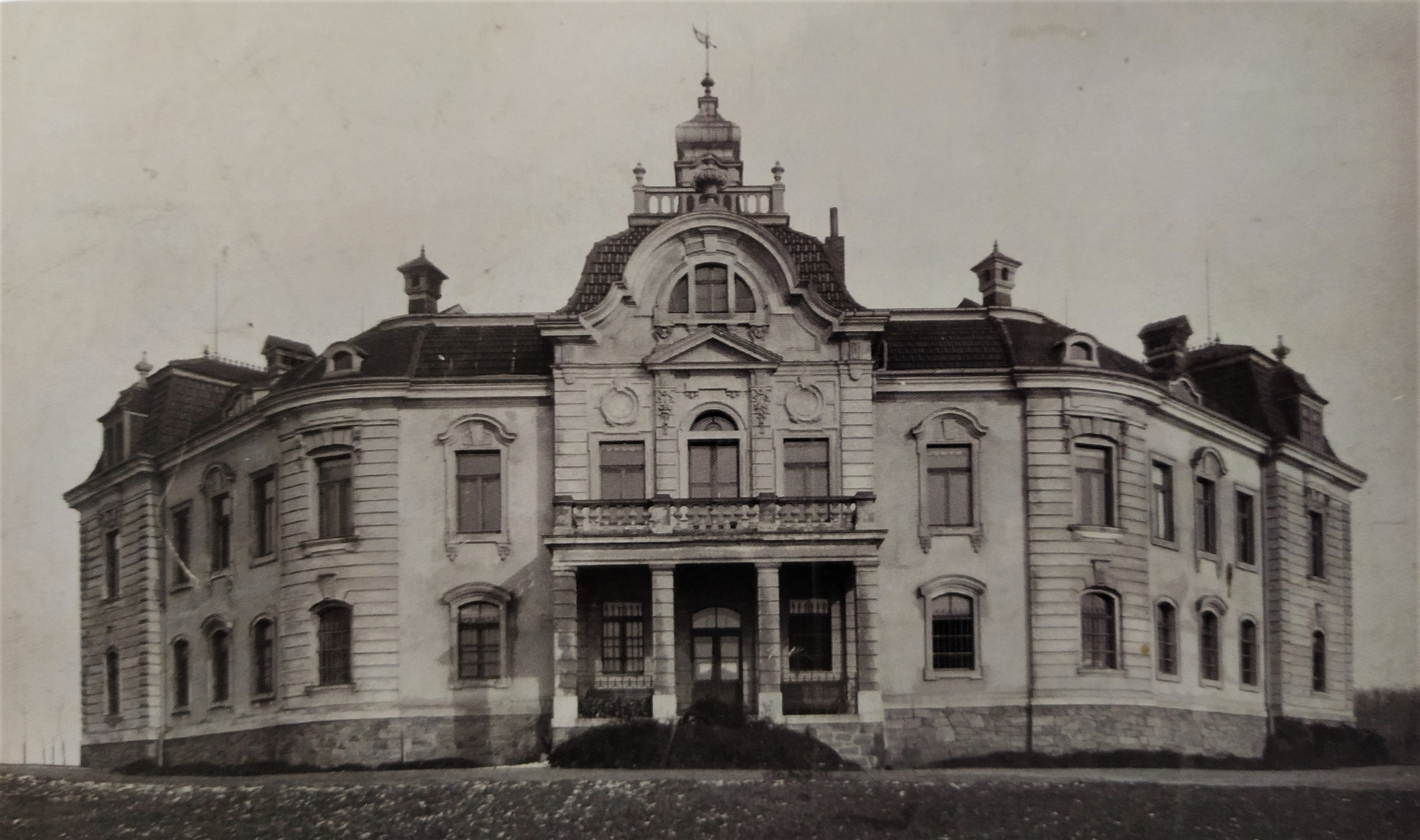
Nový zámek v Chlumku, sídlo Leopolda a Jindřišky Nosticových do roku 1945

Pocházela ze starého českého šlechtického rodu Chotků, byla nejmladší z početného potomstva diplomata Bohuslava Chotka (1829–1896) a jeho manželky Vilemíny, rozené Kinské (1838–1886).Jindřiška se narodila na zámku v Kostelci nad Orlicí, který patřil rodině její matky, a byla pokřtěna jako Marie Henrietta Leopoldina. Část dětství strávila na otcových diplomatických misích v Bruselu a Drážďanech. V šestnácti letech zcela osiřela a jejím poručníkem byl ustanoven o dvacet let starší bratr Volfgang (1860–1926), který působil jako státní úředník. V roce 1900 se zúčastnila svatby své starší sestry Žofie v Zákupech a stala se švagrovou následníka Františka Ferdinanda d'Este. Finanční poměry rodiny Chotků však byly problematické vzhledem k dlouholeté diplomatické službě Bohuslava Chotka a s tím spojenými náklady. Jindřiška se jako nejmladší z dcer rozhodla vstoupit do Tereziánského ústavu šlechtičen v Praze, kam byla přijata v roce 1907 a žila zde do začátku první světové války.
K zásadní změně v životě Jindřišky Chotkové došlo v červnu 1914, kdy byla při sarajevském atentátu zavražděna její starší sestra Žofie s manželem následníkem trůnu Františkem Ferdinandem. Poručníkem a správcem jejich majetku byl jmenován švagr hrabě Jaroslav z Thun-Hohensteinu, vlastní výchova dětí měla být svěřena Jindřišce, která měla s Žofií velmi srdečné vztahy a případnou starost o její děti předznamenávala již závěť Františka Ferdinanda z roku 1907. O převzetí péče o osiřelé Hohenbergy byla Jindřiška požádána osobně císařem Františkem Josefem při audienci ve Vídni. Celé období první světové války tak strávila na Konopišti, kde se starala o své dva synovce a neteř. 
Po první světové válce nově vzniklá Československá republika přistoupila ke konfiskaci majetku Habsburků, což se týkalo i Hohenbergů a jejich velkostatků Konopiště a Chlum u Třeboně. Jindřiška po nuceném odchodu z Konopiště pobývala krátce v Děčíně u svého švagra Jaroslava z Thun-Hohensteinu.  
V roce 1921 se provdala za svého švagra Leopolda z Nostic (1865–1945), který byl předtím manželem její starší sestry Karolíny (1865–1919). Sňatek se konal 1. března 1921 v poutním kostele Nanebevzetí Panny Marie v Chlumu Svaté Maří. Leopold z Nostic byl v době monarchie c. k. komořím a rytmistrem v záloze, jako mladší syn nezdědil žádný majetek, ale od staršího bratra Ervína dostal do užívání statek Chlumek u Sokolova, kde nechal postavit tzv. nový zámek (1893–1894). Kromě sňatku zůstala Jindřiška zajištěná i ze strany státu, protože Československá republika převzala finanční závazky nadace ústavu šlechtičen. Ten byl sice zrušen, ale jeho bývalým členkám náležela renta 5 000 Kč ročně, tuto sumu pobírala Jindřiška až do začátku druhé světové války. 
S manželem Leopoldem Nosticem žila trvale na zámku Chlumek (dříve též Perglas) na Sokolovsku postaveném koncem 19. století. V roce 1923 se jim narodila dcera Karolína, pojmenovaná na památku Leopoldovy první manželky Karolíny Chotkové. Leopold zemřel v Chlumku v říjnu 1945, Jindřiška byla krátce poté odsunuta z Československa a zámek Chlumek znárodněn. Usadila se ve Vídni a pobývala také na zámku Artstetten u svého bývalého svěřence Maxe Hohenberga. Nakonec se odstěhovala ke své dceři Karolíně, provdané za hraběte Josefa Viléma Stubenberga. Na rodovém sídle Stubenbergů ve Štýrsku na zámku Guttenberg pak strávila zbytek života a také zde zemřela ve věku 83 let. 